# Microlicia leucopetala
Microlicia leucopetala är en tvåhjärtbladig växtart som beskrevs av John Julius Wurdack. Microlicia leucopetala ingår i släktet Microlicia och familjen Melastomataceae. Inga underarter finns listade i Catalogue of Life.